# 2010年度YAHOO!搜尋人氣大獎得獎名單
YAHOO!搜尋人氣大獎2010，於2010年12月17日假香港展覽中心舉行，主題為，森美及胡蓓蔚擔任司儀，當晚共頒發60個項目，當中18項為音樂獎項，11項為電視及電影獎項，2項至尊獎項，更設亞洲區獎項，綜合港、台、韓三地全年的搜尋次數，及三地網民在11月至12月初以公投支持其偶像，共頒發12項亞洲區獎項。另外本屆後取消社會焦點獎項，完全改為娛樂圈的頒獎禮，但仍然保留政府部門獎項。
本屆頒獎禮由蘇寧鐳射冠名贊助，以下為當晚的得獎名單：

## 得獎名單

### 音樂獎項
- 人氣歌曲
  - 《無人之境》 ——陳奕迅
  - 《不可預見，只可遇見》 ——泳兒
  - 《絕配》 ——吳雨霏、Hardpack
  - 《字花》 ——薛凱琪
  - 《Good to be Bad》 ——G.E.M.
  - 《別怕失去》 ——陳柏宇
  - 《破相》 ——容祖兒
  - 《我不要被你記住》 ——周柏豪
  - 《時代》 ——古巨基
  - 《一年》 ——關楚耀
- 人氣國語歌曲
  - 《愛贏才會拼》 ——蔡卓妍
  - 《詩與胡說》 ——何韻詩
  - 《壞了》 ——張芸京
- 人氣MV
  - 《穿心箭》 ——陳偉霆
  - 《童話國》 ——鍾舒漫
  - 《可惜所需不是我》 ——周子揚
- 網上熱播歌曲
  - 《現實不重要》 ——羅力威
  - 《蘋果樹》 ——洪卓立
  - 《直到你不找我》 ——林峯
- 唱作歌曲
  - 《玩樂》 ——方大同
- 人氣大碟
  - 《空港》 ——容祖兒
- 搜尋人氣演唱會
  - 《人人彈起》 ——Twins
- 搜尋人氣電視劇集主題曲
  - 《義海豪情》 ——古巨基
- 搜尋人氣電影主題曲
  - 《一直都在》 ——蔡卓妍、林峯 （電影《翡翠明珠》主題曲）
- 搜尋人氣廣告歌
  - 《如果...陽光》 ——馮曦妤
- 樂壇新勢力
  - 連詩雅
  - 林奕匡
  - 糖兄妹
- 唱作歌手
  - 周國賢
- 本地男歌手
  - 古巨基
- 海外男歌手
  - 曹格
- 本地女歌手
  - 容祖兒
- 海外女歌手
  - 張芸京
- 本地音樂組合
  - Mr.
  - RubberBand
  - 野仔
- 海外音樂組合
  - Lollipop-F

### 電視及電影獎項
- 本地男演員
  - 王祖藍
- 國際男演員
  - 甄子丹
- 本地女演員
  - 薛凱琪
- 國際女演員
  - 楊丞琳
- 本地電影
  - 《志明與春嬌》
- 國際電影
  - 《阿凡達》
- 電視男藝人
  - 林峯
- 電視女藝人
  - 楊怡
- 搜尋人氣急升電視藝人
  - 呂慧儀
- 電視劇集
  - 《義海豪情》
- 綜藝節目
  - 《荃加福祿壽》

### 至尊獎項
- 圖片搜尋次數最多的人物
  - 周秀娜
- 人氣急星
  - 林欣彤

### 亞洲區獎項
- 韓國最受歡迎男藝人
  - 張根碩
- 韓國最受歡迎女藝人
  - 文根英
- 台灣最受歡迎香港藝人
  - 方大同
- 香港最受歡迎韓國藝人
  - 金賢重
- 台灣最受歡迎韓國藝人
  - 金賢重
- 亞洲區最具號召力香港男藝人
  - 方大同
- 亞洲區最具號召力香港女藝人
  - 蔡卓妍
- 亞洲區最具號召力台灣男藝人
  - 鄭元暢
- 亞洲區最具號召力台灣女藝人
  - 楊丞琳
- 亞洲區最具號召力韓國男藝人
  - 張根碩
- 亞洲區最具號召力韓國女藝人
  - Wonder Girls
- 亞洲至尊搜尋人氣大獎
  - 金賢重

### 政府部門獎項
- 最多搜尋次數的政府網站
  - 天文台

## 參看
- 2010年度YAHOO!搜尋人氣大獎